# Laplaces kosmogoni
Laplaces kosmogoni, Laplace antog att solen innan planeterna bildades var omgiven av en utbredd, ytterligt tunn gasmassa som sträckte sig långt utanför solsystemets gränser. Genom avkylning drog sig gashöljet samman, varvid rotationshastigheten ökades. Så småningom uppkom ett tillstånd, då vid ekvatorn centrifugalkraften övervann attraktionen. Enligt Laplace skulle då en ring frigöras längs ekvatorn. Denna ring kommer inte längre att delta i kontraktionen av nebulosan. Sedan den första ringen avskiljts upprepas processen på nytt och undan för undan kommer nya ringar bildas och avskiljas. Ringarna blir dock ej bestående utan kommer på grund av sin heterogenitet att koncentrera sig och bilda planeter.
Senare undersökningar har dock visat att den av Laplace föreslagna ringavsöndringsprocessen inte är teoretiskt möjlig, varför teorin numera bara har ett historiskt intresse.